# 25139 Roatsch
25139 Roatsch è un asteroide della fascia principale. Scoperto nel 1998, presenta un'orbita caratterizzata da un semiasse maggiore pari a 2,7807658 UA e da un'eccentricità di 0,0815061, inclinata di 5,51469° rispetto all'eclittica.